# Bolonjska stolnica
Bolonjska stolnica ali Metropolitanska stolnica sv. Petra (italijansko Cattedrale Metropolitana di San Pietro, Cattedrale di Bologna), posvečena sv. Petru, je stolnica v Bologni v Italiji ter sedež in metropolitanska stolnica bolonjskega nadškofa. Večina sedanje stavbe je iz 17. stoletja, nekaj delov pa iz poznega 16. stoletja.

## Zgodovina
Leta 1028 je na tem mestu (na sedanji Via Indipendenza) že stala stolnica, ki jo je spremljal predromanski zvonik s krožno osnovo (v arhitekturni tradiciji Ravene). To cerkev je leta 1141 uničil uničujoč požar. Leta 1184 jo je rekonstruiral in posvetil papež Lucij III.
Leta 1396 so zahodnemu pročelju dodali visok portik (protiro), ki je bil ponovno zgrajen leta 1467. Od približno leta 1477 sta ferrarska slikarja Francesco del Cossa in Ercole de' Roberti delala v kapeli Garganelli pri ustvarjanju cikla fresk, ki so kasneje pomembno vplivale na Niccola dell'Arco in Michelangela. Freske so bile med kasnejšo rekonstrukcijo izgubljene, razen nekaj fragmentov.
Leta 1582 je papež Gregor XIII. bolonjskega škofa povzdignil v nadškofa, zato je bila stolnica povzdignjena v metropolitansko cerkev (škofov sedež z jurisdikcijo nad drugimi škofi in škofijami na svojem ozemlju).
Po naročilu kardinala Gabrieleja Paleottija se je leta 1575 začela korenita prenova notranjosti stavbe, od katere sta ohranjeni kripta in kapela Capella Maggiore. Spremembe so bile tako obsežne, da so leta 1599 povzročile zrušitev obokov, nato pa je bila sprejeta odločitev, da se glavni del stolnice ponovno zgradi iz nič. Dela na novi stavbi so se začela leta 1605. Nova fasada je bila dodana med letoma 1743 in 1747 po načrtih arhitekta Alfonsa Torreggianija po navodilih papeža Benedikta XIV.

## Opis
Fasada je značilno baročna, z izrazito strukturo in zidano iz rdeče opeke in marmornimi okraski. Razdeljena je na dva pasova, ki ju omejuje visok venec: spodnji pas je razdeljen na pet delov s korintskimi pilastri. Stranski, zaprti, sovpadata s stranskima ladjama, trije osrednji pa imajo tri portale, ki se vsi odpirajo na osrednjo ladjo. Osrednji portal je večji in nadgrajen s pedimentom, ki vsebuje grb Benedikta XIV., ki ga podpirata dva stebra; zgornji pas ima na sredini veliko okno in je s korintskimi pilastri razdeljen na tri sektorje, v pobočjih na spodnjem pasu ima na levi ogromno skulpturo sv. Petra, delo Agostina Corsinija, na desni pa skulptura sv. Pavla, delo flamskega umetnika Piera Verschafa, dokončana okoli leta 1750. Fasada se zaključi s klasičnim trikotnim pedimentom.
Paleokrščanski zvonik z nepravilno zaobljenim dnom in okroglim vrhom ni bil nikoli porušen in ga še danes lahko občudujemo v drugem, ki je zgrajen okrog njega. Višji (približno 70 metrov) s kvadratno osnovo je mojstrovina sagramature v istem slogu kot cerkev. Nad 40 m so bili prizidani trije prostori, od katerih najvišji, osvetljen s kvadriforjem na vsaki strani, predstavlja zvonik. Gradbena dela so se končala leta 1227, če izvzamemo s svincem prevlečen leseni zvonik, ki je bil zgrajen leta 1254 in leta 1426 ponovno zidan namesto iz lesa.
Notranjost je v nasprotju s tripartitno razdeljeno zunanjostjo ogromen prostor, zelo velik (42,89 m) glede na dolžino (89,60 m), obdan z banjastim obokom z lunetami in razdeljen na tri ladje, dve ozki in temni stranski široki nekaj več kot 5 m in večja glavna široka 25 m, skoraj kot vatikanska bazilika, zelo svetla za sedem velikih oken, tri na desni steni, tri na levi in eno na kontrafasadi. Bogato nadstropje je bilo postavljeno med letoma 1902 in 1905 po načrtu Silvia Gordinija.
Kontrafasada, ki jo je zasnoval Torreggiani med letoma 1743 in 1747, prikazuje dolg krak in eleganten portal, okrašen s kipi Lorenzina del Mazze, ki predstavljajo dokončanje cerkve in darila, ki jih je prejel od papeža Benedikta XIV., nad vrati in v stranskih nišah štirje očetje Cerkve. Na straneh glavnih vrat dva starodavna leva s stebri, ki prihajata iz Porta dei Leoni, podpirata toliko stebrov.
Stranske kapele, po pet na vsaki strani glavne ladje, so predrte z ambulatoriji, nad katerimi so kori, ki se odpirajo v glavno ladjo. Prva na levi, kapela krstilnice, poleg tega, da predstavlja zvit steber Porta dei Leoni, ime le velik marmornat krstilnik, delo Lorraine Ferdinanda de Saint-Urbaina iz leta 1698. Na zadnji steni, znotraj lažne arhitekture Stefana Orlandija, Kristusov krst Ercola Grazianija iz sredine 18. stoletja.
Druga, kapela Srca Jezusovega, ozka, ker sje znotraj zelo robustnega arhitekturnega nosilnega sistema, ki se ponavlja v vseh kapelah, je okrašena s štukaturami Ferdinanda Rossija in oltarno sliko Giuseppeja Cassiolija iz leta 1925, ki prikazuje Jezusa na prestolu, ki prikazuje Presveto Srce svetima redovnicama Margherito Mario Alacoque in Geltrudo.
Prezbiterij, delo Domenica Tibaldija, dvignjen za nekaj stopnic od ostalega dela cerkve, je kvadratnega tlorisa, prekrit s križnim obokom, ki se odpira z dvema apsidama. Nad velikanskim slavolokom držita dva angela grb papeža Gregorja XV. Glavna kapela je videti bogato okrašena: v transeptu in v obokih Večni Oče, freska Prospera Fontane iz leta 1579, v podnožju apside Kristus predaja simbolične ključe sv. Petru s fresko Cesareja Fiorinija in Cesareja Aretusija, v zadnji luneti pod obokom pa Marijino oznanjenje, ki ga je naslikal Ludovico Carracci v zadnjem letu svojega življenja, 1619.
Glavni oltar iz polikromiranega marmorja je delo Alfonsa Torreggianija in je nadgrajen s čudovitim romanskim Križanjem iz cedrovine iz 12. stoletja, sestavljenim iz kipov Jezusa na križu, Magdalene in sv. Janeza Evangelista.
Med umetniškimi deli je tudi kiparska skupina iz terakote, ki prikazuje Compianto su Cristo morto (Žalovanje nad mrtvim Kristusom) , Alfonsa Lombardija iz začetka 16. stoletja. V apsidi so slike Cesareja Maura Trebbija (1847–1931) iz zgodnjega 20. stoletja, vključno s Sveto Ano v slavi.
V kripti je grobnica Giovannija Acquadernija, ustanovitelja (skupaj z Mariom Fanijem) Società della Gioventù Cattolica Italiana, ki je kasneje postala Azione Cattolica Italiana.

### Orgle
V stolnici je dvoje velikih orgel. Orgle na zahodni tribuni je leta 1935 zgradil izdelovalec orgel Giuseppe Rotelli (Cremona). Glasbilo ima 49 registrov na treh manualih in pedalih. Posebnost je, da je vsakemu manualu dodeljen neodvisen del pedala. Pogon so elektropnevmatski.

## Zvonik
Zgodnji zvonik (campanile) s krožno osnovo ni bil nikoli obnovljen, čeprav se od 13. stoletja dalje pogosto domneva, da bi moral biti; starodavna notranja struktura je še vedno vidna.
V zvoniku je zvon La Nonna, ki je s težo 3300 kilogramov največji zvon, ki ga je mogoče zvoniti po bolonjski metodi zvonjenja, težak dobrih 33 kvintalov, ki skupaj s še tremi zvonovi tvori koncert 65 kvintalov. Velika teža ima za posledico zelo močan val, zlasti v fazah "pobega" in "spusta". Tako zelo, da »babica« na koncu dvojnikov pogosto ostane podprta z usti navzgor, le redko pa se »umakne« in »spusti« z vsemi štirimi zvonovi, kar zahteva ekipo triindvajsetih zvonarjev. . Preprost zvok "žarka", ki se začne z zvonovi, ki že "stoje" (poenostavljena oblika zvoka, ki se običajno uporablja v običajnih storitvah), zahteva ekipo enajstih igralcev.